# 南イロコス州
南イロコス州（みなみイロコスしゅう、Province of Ilocos Sur）またはイロコス・スル州は、フィリピン北部ルソン島北西部の州である。イロコス地方（Ilocos Region, Region I）に属している。北には北イロコス州、南にはラウニオン州、東にはコルディリェラ行政地域のベンゲット州、マウンテン州、アブラ州と接している。西側には南シナ海に面している。面積は2,579.6km2、人口は689,668人（2015年）、州都はヴィガン（Vigan）である。

## 関連する人物
- ルイス・シンソン - 州知事